# Aromatična sulfonacija
Aromatična sulfonacija je organska reakcija u kojoj atom vodonika na arenu biva zamenjen funkcionalnom grupom sulfonske kiseline u elektrofilnoj aromatičnoj supstituciji. Aril sulfonske kiseline se koriste kao deterdženti, boje, i lekovi.

## Stehiometrija i mehanizam
Tipični uslovi obuhvataju zagrevanje aromatičnog jedinjenja sa sumpornom kiselinom:
Sumpor trioksid ili njegov protonisani derivat je stvarni elektrofil u ovoj elektrofilnoj aromatičnoj supstituciji.
Da bi se pomerila ravnoteža, dehidracioni agensi kao što je tionil hlorid se mogu dodati.
hlorsumporna kiselina je isto tako efektivan agens:
Za razliku od aromatične nitracije i većine drugih elektrofilnih aromatičnih supstitucija ova reakcija je reverzibilna. Sulfonacija se odvija u koncentrovanim kiselim uslovima, a do desulfonacije dolazi u razblaženim toplim vodenim rastvorima kiseline. Reverzibilnost je veoma korisna u zaštićenim aromatičnim sistemima. Zbog njihovog efekta elektronskog povlačenja, sulfonatne zaštitne grupe se mogu koristiti za sprečavanje elektrofilne aromatične supstitucije. One isto tako mogu da budu ugrađene kao usmeravajuće grupe koje određuju poziciju gde može da dođe do supstitucije.

## Specijalizovani sulfonacioni metodi
Razvijeni su mnogi metodi za uvođenje sulfonatnih grupa pored direktne sulfonacije.

### Pirijeva reakcija
Jedna klasična imenovana reakcija je Pirijeva reakcija (R. Pirija, 1851) u kojoj nitrobenzen reaguje sa metalnim bisulfitom formirajući aminosulfonsku kiselinu kao rezultat kombinovane redukcije nitro grupe i sulfonacije.

### Tajrerov sulfonacioni proces
U Tajrerovom sulfonacionom procesu (1917), koji je nekad imao tehnološki značaj, benzenska para se provodi kroz sud koji sadrži 90% sumpornu kiselinu čija temperatura je povećana sa 100 na 180°C. Voda i benzen se kontinuirano uklanjaju u kondenzatoru i benzenski sloj se uvodi nazad u sud. Na taj način se ostvaruje prinos od 80%.

## Primene
Aromatične sulfonske kiseline su intermedijeri u pripremi boja i mnogih lekova. Sulfonacija anilina dovodi do velike grupe sulfa lekova.
Sulfonacija polistirena se koristi za pravljenje nantrijum polistiren sulfonata, široko zastupljenog jonoizmenjivačkog rezina za omekšavanje vode.

## Reakcije arilnih sulfonskih kiselina
Kao funkcionalna grupa, aril sulfonska kiselina podleže desulfonaciji kad se zagreva u vodi:
Kad se tretiraju sa jakom bazom, derivati benzensulfonske kiseline se konvertuju u fenole (preko fenoksida).